# Цзянси Лушань
«Цзянси Ляньшэн» (кит. трад.  江西聯盛, упр. 江西联盛, пиньинь Jiāngxi Liánshèng) — китайский футбольный клуб, представляющий город Наньчан, провинция Цзянси, выступающий во Первой лиге Китая.

## История
Предшестевенником клуба «Цзянси Ляньшэн» является команда «Цзюцзян Ляньшэн», первоначально созданная в рамках любительского клуба 3 апреля 2002 года. Десять лет команда выступала в любительской лиге, не имея профессионального статуса. В 2011 году клуб стал серебряным призёром Китайской любительской футбольной лиги. По итогам выступлений 23 февраля 2012 года клуб получил профессиональный статус и был зарегистрирован под названием «Цзянси Ляньшэн».

## Изменение названия
- 2012 — Цзянси Ляньшэн (江西联盛)

## Результаты
- По итогам сезона 2018[3][4]

За все время выступлений
| Сезон    | 2009 | 2010 | 2011 | 2012 | 2013 | 2014 | 2015 | 2016 | 2017 | 2018 |
| -------- | ---- | ---- | ---- | ---- | ---- | ---- | ---- | ---- | ---- | ---- |
| Дивизион | 4    | 4    | 4    | 3    | 3    | 3    | 2    | 3    | 3    | 3    |
| Место    | 5    | 7    | 2    | 81   | 51   | 1    | 16   | 3    | 14   | 22   |

- ↑  В Южной Лиге

## Достижения
- Чемпион Второй лиги Китая по футболу : 2014